# فريتز موسر
فريتز موسر (بالألمانية: Fritz Moser)‏ هو متزلج سريع نمساوي، ولد في 11 فبراير 1901، وتوفي في 10 سبتمبر 1978.

## وصلات خارجية
- فريتز موسر على موقع الاتحاد الدولي للتجديف (الإنجليزية)
- فريتز موسر على موقع اللجنة الأولمبية الدولية (الإنجليزية)
- فريتز موسر على موقع أوليمبيديا (الإنجليزية)